# Municipio de Santa María Huatulco
El municipio de Santa María Huatulco es uno de los 570 municipios que conforman al estado mexicano de Oaxaca. Pertenece al distrito de Pochutla, dentro de la región costa. Su cabecera es la población de Santa María Huatulco.
El municipio se encuentra aproximadamente a cinco horas de la capital del estado. El principal núcleo urbano del municipio es la agencia municipal de Crucecita, nombre tomado de la colonia centro de esta población y que forma parte del desarrollo turístico Bahías de Huatulco. Anualmente lo visitan miles de turistas. Posee un aeropuerto internacional, el Aeropuerto Internacional de Bahías de Huatulco y un muelle turístico internacional de cruceros al cual pueden arribar simultáneamente cuatro embarcaciones de este tipo.

## Geografía
El municipio de Santa María Huatulco se encuentra al sur del estado de Oaxaca, en la costa del océano Pacífico. Pertenece al distrito de Pochutla y la región Costa. Tiene una extensión territorial de 513.764 kilómetros cuadrados que representan el 0.55 % de la superficie total del estado de Oaxaca, siendo sus coordenadas extremas 15°40′ - 15°58′ de latitud norte y 96°2′ - 96°23′ de longitud oeste. Su altitud va e un máximo de 1400 a un mínimo de 0 metros sobre el nivel del mar.
El territorio limita al oeste y noroeste con el municipio de San Pedro Pochutla, al norte con el municipio de San Mateo Piñas y el municipio de Santiago Xanica y al noreste y este con el municipio de San Miguel del Puerto.

## Demografía
La población total del municipio de acuerdo con el Censo de Población y Vivienda realizado en 2010 por el Instituto Nacional de Estadística y Geografía, es de 38 629 habitantes.
La densidad de población asciende a un total de 75.19 personas por kilómetro cuadrado.

### Localidades
El municipio se encuentra formado por 73 localidades, las principales y su población de acuerdo al censo de 2010 son:
| Localidad              | Población (2010) |
| ---------------------- | ---------------- |
| Crucecita              | 15 130           |
| Santa María Huatulco   | 7 409            |
| Sector H Tres          | 2 837            |
| Cuapinolito (Azulillo) | 1 259            |
| La Herradura           | 1 077            |
| Total municipio        | 38 628           |

## Política
El gobierno del municipio de Santa María Huatulco es electo mediante el principio de partidos políticos, con en la gran mayoría de los municipios de México. El gobierno le corresponde al ayuntamiento, conformado por el presidente municipal, un síndico y el cabildo integrado por dos regidores. Todos son electos mediante voto universal, directo y secreto para un periodo de tres años que pueden ser renovables para un periodo adicional inmediato.

### Representación legislativa
Para la elección de diputados locales al Congreso de Oaxaca y de diputados federales a la Cámara de Diputados federal, el municipio de Santa María Huatulco se encuentra integrado en los siguientes distritos electorales:
Local:
- Distrito electoral local de 25 de Oaxaca con cabecera en San Pedro Pochutla.[4]

Federal:
- Distrito electoral federal 10 de Oaxaca con cabecera en Miahuatlán de Porfirio Díaz.[5]

### Presidentes municipales
| Periodo | Periodo | Presidente municipal            |
| Inicio  | Término | Presidente municipal            |
| ------- | ------- | ------------------------------- |
| 1957    | 1959    | Aurelio Martínez Hernández      |
| 1960    | 1962    | Heriberto Jarquín Martínez      |
| 1962    | 1963    | Eulogio Salinas Avelino         |
| 1963    | 1965    | Filemón Arango Ramos            |
| 1966    | 1968    | Celso Hernández Alcantara       |
| 1969    | 1971    | Manuel Vázquez Pérez            |
| 1972    | 1974    | Gregorio Pacheco García         |
| 1975    | 1977    | Próspero Cárdenas Escobar       |
| 1978    | 1980    | Juvencio Ortega Lezama          |
| 1981    | 1983    | Fernando Franco Luna            |
| 1984    | 1986    | Antonio Salinas Gutiérrez       |
| 1986    | 1989    | Leopoldo Galán Castillo         |
| 1990    | 1992    | Guillermo Lavariega Cárdenas    |
| 1993    | 1995    | José Humberto Cruz Ramos        |
| 1996    | 1998    | Alfonso Carrasco Gómez          |
| 1999    | 2001    | Jorge Sánchez Cruz              |
| 2002    | 2004    | José Efigenio Hernández Ramírez |
| 2005    | 2007    | José Humberto Cruz Ramos        |
| 2008    | 2010    | Miguel Ángel Olmedo Cárdenas    |
| 2011    | 2013    | Lorenzo Lavariega Arista        |
| 2014    | 2016    | Darío Pacheco Venegas           |
| 2016    | 2018    | José Hernández Cárdenas         |
| 2018    | 2021    | Giovanne González García        |